# Koutou

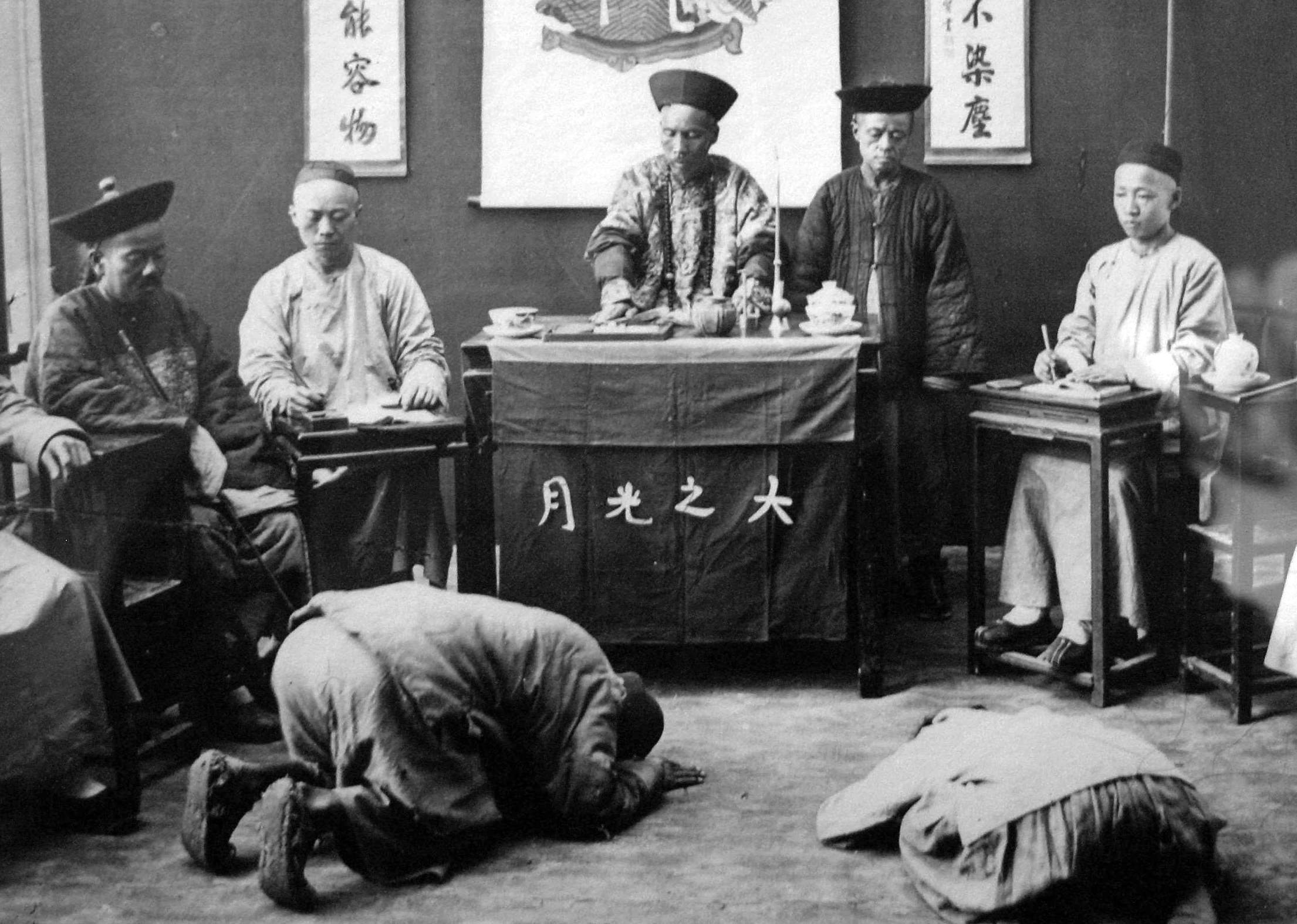
Två personer utför koutou inför en kinesisk ämbetsman.

Koutou (kinesiska: 叩头?, pinyin:  kòutóu), även känd som kowtow, är en kinesisk ceremoni, bestående i knäfall och huvudets nedböjande tre gånger mot marken samt symboliserande underkastelse under en överordnad. Kravet på denna ceremonis utförande av europeiska sändebud till kinesiska hovet framkallade flera gånger diplomatiska tvister, innan det på 1870-talet definitivt uppgavs.
Koutou har också varit en del av religiösa ritualer i Kina.
I överflyttad bemärkelse används ordet stundom i politisk polemik som föraktfull beteckning för servilitet eller skymflig självuppgivelse över huvud taget.